# Naki (langue)
Pour les articles homonymes, voir Naki.
Le naki (ou bunaki, mekaf, munkaf, nkap) est une langue bantoïde méridionale, dite « béboïde », parlée dans la Région du Nord-Ouest au Cameroun, dans le département du Menchum, dans l'arrondissement de Furu-Awa, dans la chefferie Nse, particulièrement dans les villages suivants : Mashi, Mekaf, Small Mekaf, Bukpang II et Lebo.
3 000 locuteurs ont été dénombrés en 1993.